# Giovanni Schmidt
Pour les articles homonymes, voir Schmidt.
Giovanni Schmidt (Livourne, 1775 - Naples, après 1839) est un librettiste Italien.

## Biographie
Encore jeune, il s'installe à Naples et y est resté le reste de sa vie. Entre 1800 et 1839, il écrit 45 livrets d'opéras, en particulier pour le Teatro San Carlo, dont il était le poète officiel. Lui et Andrea Leone Tottola sont les deux librettistes qui dominent la vie théâtrale napolitaine pendant le premier quart du XIXe siècle. Ses textes sont pour la plupart banals et verbeux, mais ont été utilisés par les compositeurs les plus importants de l'époque, tels que Giacomo Tritto, Gaetano Andreozzi, Luigi Mosca, Pietro Generali, Saverio Mercadante et Gioachino Rossini. Pour le seul Rossini, il a écrit les textes pour Elisabetta, regina d'Inghilterra, Eduardo e Cristina, Armida et Adelaide di Borgogna, qui sont considérés comme ses plus belles œuvres. Il est apparu en tant que personnage d'une scène du film de 1991, Rossini! Rossini! réalisé par Mario Monicelli.

## Œuvres

### Livrets
- Meleagro (opera seria, musique de Niccolò Antonio Zingarelli, 1798)
- Idante ovvero I sacrifici d'Eccate (dramma per musica, musique de Marcos Portugal, 1800)
- Gli americani (opera seria, musique de Giacomo Tritto, 1802)
- Piramo e Tisbe (opera seria, musique de Gaetano Andreozzi, 1803)
- Leonora (dramma semiserio; musique par Ferdinando Paër, 1804)
- Cesare in Egitto (opera seria, musique de Giacomo Tritto, 1805)
- Andromède (opera seria, musique de Vittorio Trento, 1805)
- Il salto di Leucade (musique de Luigi Mosca, 1812)
- Ecuba (tragedia per musica, musique de Nicola Antonio Manfroce, 1812)
- Elisabetta, regina d'Inghilterra (dramma, musique de Gioachino Rossini, 1815)
- Armida (dramma, musique de Gioachino Rossini, 1817)
- Adelaide di Borgogna (dramma, musique de Gioachino Rossini, 1817)
- Eduardo e Cristina (dramma, musique de Gioachino Rossini, 1819)
- L'apoteosi d'Ercole (dramma per musica, musique de Saverio Mercadante, 1819)
- Anacreonte dans la Samo (dramma per musica, musique de Saverio Mercadante, 1820)
- Lo sposo in provincia (commedia, musique de Giacomo Cordella, 1821)
- La sposa indiana (musique de Pietro Generali, 1822)
- L'amante virtuoso (musique de Giuseppe Balducci, 1823)
- Alessandro nelle Indie (dramma per musica, musique de Giovanni Pacini, 1824)
- Anazilia (melodramma, musique de Giovanni Pacini, 1825)
- Malvina (musique de Michele Costa, 1829)
- Le nozze campestri (dramma per musica, musique de Giacomo Cordella, 1840 ; musique par Giuseppe Lillo, 1840)

### Autres œuvres
- Cimarosa agli Elisi (sonetto, musique de Pietro Casella, 1801)